# Fudbalski klub Teleoptik
Il FK Teleoptik (ser. Фудбалски клуб Телеопти, Fudbalski klub Teleoptik; it. Associazione Calcio Teleoptik) è una società calcistica serba con sede a Belgrado. Nella stagione 2018/19 milita nella Prva Liga Srbija, la divisione di secondo livello del campionato serbo.
È generalmente considerato la squadra riserve del Partizan, che vi manda in prestito i suoi giovani a fare esperienza prima di promuoverli in prima squadra.

## Palmarès

### Competizioni nazionali
- Srpska Liga: 2

2016-2017, 2020-2021

### Altri piazzamenti
- Srpska Liga:

Secondo posto: 2008-2009 (girone Belgrado)
Terzo posto: 2003-2004 (girone Belgrado)